# Янович, Алексей Онисимович
Алексе́й Они́симович Яно́вич (1831 — 20 января 1871 (по другим сведениям, 1870), Санкт-Петербург) — ботаник, ординарный профессор Новороссийского университета.

## Путь в науке
Окончил в 1856 году курс в Киевском университете Святого Владимира кандидатом физико-математического факультета.
В 1856 году назначен преподавателем в Киевский институт благородных девиц, в 1858 году получил степень магистра ботаники, состоял приват-доцентом при университете.
В 1859 году перешёл в Казанский университет, где был избран по конкурсу адъюнктом по кафедре ботаники. В следующем году выступил с проектом летних практических курсов по естественным наукам, а в 1861 году стал исполняющим должность экстраординарного профессора. Однако долго прослужить в этом университете ему не пришлось. Неприятности, происшедшие между тогдашним попечителем и некоторыми профессорами, в числе которых был и Янович, вынудили последнего оставить университет. 
В 1863 году он был причислен к министерству народного просвещения и с декабря 1863 до июня 1865 года был в командировке за границей, занимаясь исследованиями в лаборатории А. де Бари во Фрайбурге. Готовя докторскую диссертацию, написал работу «Ueber die Entwickelung der Fructificationsorgane von Nectria», а по возвращении назначен доцентом ботаники во вновь открытом Новороссийском университете. В 1866 году защитил диссертацию на степень доктора ботаники («О развитии перитециев у Pleospora herbarum») и вскоре был избран экстраординарным, а в 1867 году ординарным профессором.
В январе 1868 года Янович принимал участие в первом съезде русских естествоиспытателей и врачей. Вскоре он стал недомогать психически, у него обнаружились признаки болезни мозга, он вынужден был лечиться в Петербурге. В 1869 году он настолько оправился, что снова вернулся в Одессу и опять начал читать лекции, но окончательно заболел и умер в 1871 году в лечебнице в Петербурге. Похоронен на Смоленском православном кладбище, участок 104.